# Bar (Hiszpania)
Bar – miejscowość w Hiszpanii, w Katalonii, w prowincji Lleida, w comarce Alt Urgell, w gminie El Pont de Bar.
Według danych INE z 2005 roku miejscowość zamieszkiwało 28 osób.